# Karl Remy Vopelius
Karl Wilhelm Remy Vopelius (* 26. Februar 1808 in Sulzbach/Saar; † 7. März 1850 ebenda) war ein deutscher  Alaun- und Glasfabrikant.

## Leben

### Herkunft und Familie
Karl Remy Vopelius entstammte der Familie Vopelius, die gegen Ende des 18. Jahrhunderts die Glasherstellung als Industriezweig in das Saarland brachte. Er war der Sohn des Glasfabrikanten Carl Philipp Vopelius (1764–1828) und dessen Ehefrau Charlotte Henriette Wagner (1775–1844) und wuchs mit seinen fünf Geschwistern Charlotte Sophie Caroline (1796–1864), Caroline (1798–1817), Johann Ludwig (1800–1846), Auguste Dorothee (1802–1883) und Johanna Luise Julie (1810–1867) auf.
Er war mit Maria Pauline Margarethe Sahler (1820–1902) verheiratet, die drei Kinder gebar, die im frühen Kindesalter starben.

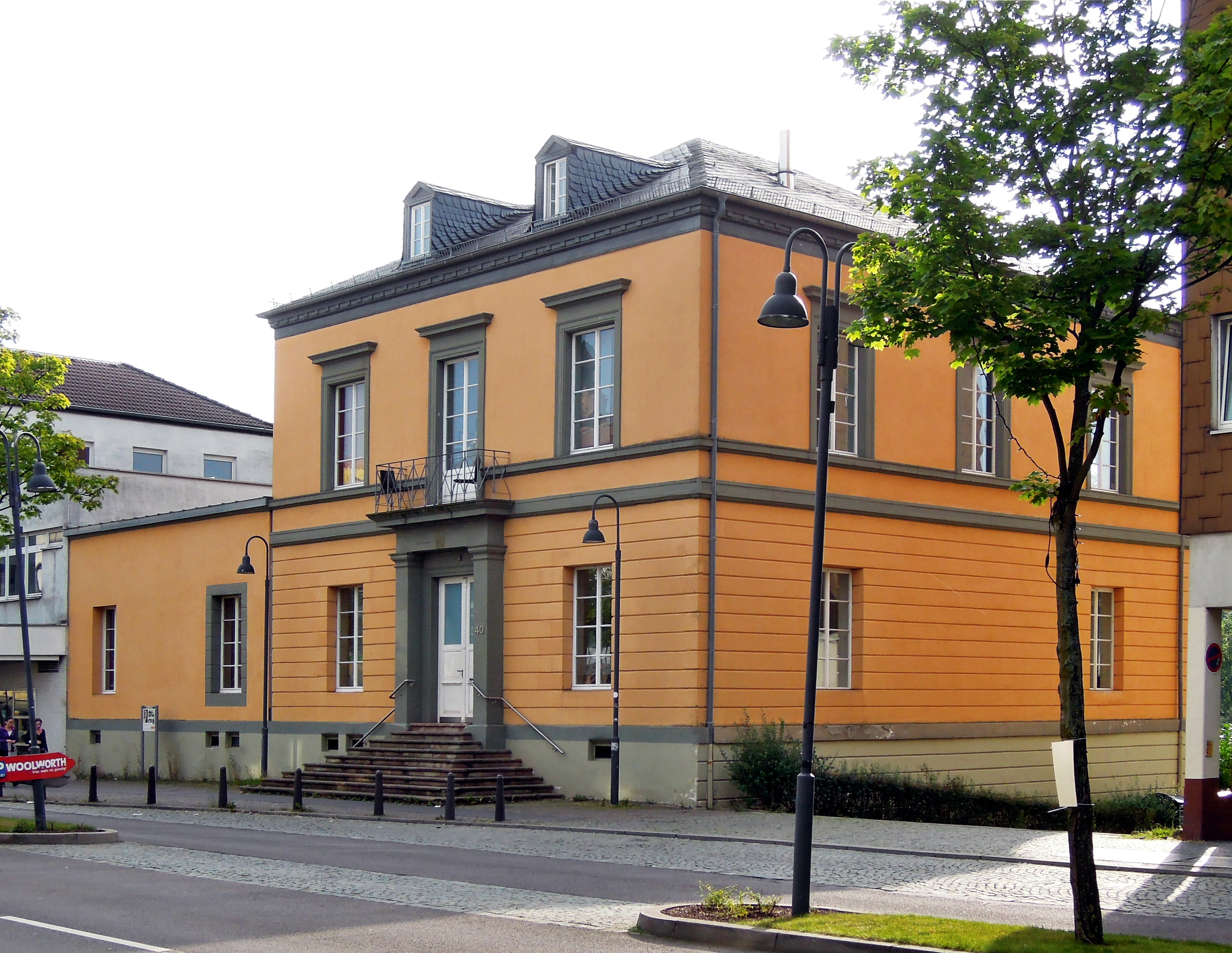
Die Villa Vopelius in der Sulzbachtalstraße, ab 1847 Wohnsitz von Karl Remy

### Unternehmerisches Wirken
Nach dem Tod des Vaters übernahm er 1830 zusammen mit seinem Bruder Johann Ludwig das Unternehmen, das im Jahre 1825 gemeinsam mit Leopold Sello in Luisenthal gegründet worden war. Es wurde zu einem bedeutenden Betrieb in der Glasfabrikation ausgebaut.
Die preußische Regierung erteilte den Brüdern am 9. Februar 1837 die Genehmigung zum Bau einer Bahnstrecke von Saarbrücken nach Straßburg.
Nach dem Tod seines Bruders Johann Ludwig übernahm Karl Remy im Jahre 1847 die elterliche Villa.